# شبکه باشگاه فوتبال استقلال
شبکه استقلال (انگلیسی: Esteghlal TV) یک شبکه اینترنتی است که توسط باشگاه فرهنگی ورزشی استقلال مختص تیم فوتبال ایران فعالیت می‌کند. این کانال در زبان فارسی در دسترس است.
فرکانس های ماهواره ای شبکه استقلال:
ماهواره یاهست (YAHSAT) : فرکانس ۱۲۱۴۹ عمودی ۲۷۵۰۰
ماهواره هاتبرد (HOTBIRD) : فرکانس ۱۱۱۷۹ افقی ۲۷۵۰۰
درحال‌ حاضر شبکه غیرفعال می باشد.

## پیشینه
باشگاه استقلال در مهر ۱۳۸۳ قصد تأسیس شبکه‌ای ماهواره‌ای به نام استقلال اسپرت را داشت اما در این راه ناکام بود تا آن‌که طبق قراداد فیمابین باشگاه استقلال و شرکت ایرانسل (حامی مالی) با همکاری کارگزار باشگاه استقلال شرکت آریا برتر با حکم مدیر عامل وقت امیر حسین فتحی جهت تأسیس و راه اندازی شبکه تلویزیون اینترنتی با رسانه لایوکده به مالکیت و مدیریت آقای محمد زینعلی در مرداد ۹۸ افتتاح گردید این شبکه با برنامه‌های زنده از قبیل آبی شو، شوت آبی، یار دوازدهم و مسابقه تلفنی برای هواداران به صورت ۲۴ساعته بر روی آنتن رفت. ودر حاشیه جشن قهرمانی استقلال در جام حذفی شروع به کار کرد. پخش بازی‌های قدیمی استقلال، تمرین‌های این تیم و بازی‌های تیم‌های پایه از برنامه‌های این شبکه هستند.
فرکانس شبکه استقلال در ماهواره ها.
فرکانس شبکه استقلال در ماهواره هاتبرد
Esteghlal
HotBird 13-E
۱۲۵۲۰
Vertical
۲۷۵۰۰
فرکانس شبکه استقلال در ماهواره یاهست
۱۲۱۴۹
Vertical
۲۷۵۰۰
با تشکر از سایت همیارخاص